# Mikosszéplak
Mikosszéplak é um município da Hungria, situado no condado de Vas. Tem 18,66 km² de área e sua população em 2015 foi estimada em 305 habitantes.